# Стівен Н. Вільямс
Стівен Н. Вільямс (нар. 1952) — валійський пресвітеріанський богослов, філософ релігії, автор та лектор. Після завершення викладацької кар’єри у 2017 році був призначений почесним професором богослів’я у Королівському університеті Белфаста.  

## Освіта
Здобув ступінь магістра (Master of Arts) з сучасної історії в Оксфордському університеті та другий ступінь магістра з богослів’я у Кембриджському університеті. 
У 1981 році здобув ступінь Ph.D. у Департаменті релігійних досліджень Єльського університету. 

## Наукова кар'єра
За винятком короткого часу роботи у Уайтфілдському інституті богослівських досліджень (1991—1994), більшість свого професійного життя працював у пресвітеріанських семінаріях Об’єднаного королівства — спочатку як професор богослів’я у Об’єднаному богослівському коледжі (м. Абериствіт) і далі вже як професор систематичного богослів’я у Теологічному коледжі Юніон (м. Белфаст, 1994—2017). 
У 2017 році Вільямса призначили почесним професором богослів’я в Королівському університеті Белфаста та у 2018 обрали членом Уельського наукового товариства.
Попри первинний інтерес до богослів’я та інтелектуальної історії, Вільямс досліджував біоетику й працював у редакційній раді часопису Ethics & Medicine. У 2018 році в Євангельській богословській семінарії Трініті Вільямс здобув наукову стипендію для “дослідження зв’язків між християнським розумінням творіння й філософій, що визначають розвиток штучного інтелекту”.
Автор книг: “Об'явлення та примирення: Вікно у сучасність” (Cambridge University Press, 1995); “Тінь Антихриста: Ніцшеанська критика християнства” (Baker Academic Press, 2006) та “Вибір благодаті: загадка без вирішення?”(Eerdmans, 2015).